# Cap York (Australie)
Pour les articles homonymes, voir Cap York.
Le cap York (Cape York en anglais) est un cap situé à l'extrémité nord de l'État du Queensland, dans le nord-est de l'Australie. Il est tout au bout de la péninsule du Cap York, qui par ailleurs porte son nom. Il est baigné par le détroit de Torrès (dans la mer de Corail), où il fait face au nord aux Inner Islands (de) et aux autres îles du détroit de Torrès, dont l'administration est répartie entre le Queensland et la province de l'Ouest (en Papouasie-Nouvelle-Guinée),,.
Il s'agit du point géographique le plus au nord de l'Australie continentale. Au niveau administratif, le cap est dans la localité (en) de Somerset (en), dans le comté de Torrès (en), dans la région de l'Extrême nord du Queensland. Il a été nommé par le navigateur James Cook lors de son premier voyage d'exploration en 1770, en l'honneur d'Édouard-Auguste de Grande-Bretagne, duc d'York et d'Albany,,.